# Le Prix du danger (nouvelle)
Pour les articles homonymes, voir Le Prix du danger.
Le Prix du danger est une nouvelle de science-fiction de Robert Sheckley, parue à l'origine sous le titre The Prize of Peril, en 1958. La nouvelle raconte les sept dernières heures d'un épisode du jeu télévisé Le prix du danger auquel participe Jim Raeder.

## Résumé
Jim Raeder est poursuivi par des hommes armés (le clan Thompson) qui cherchent à le tuer sous l'œil des caméras. Il s'agit d'un jeu télévisé, Le Prix du danger, qui exploite la légalisation de l'assistance au suicide. Jim a suivi les conseils de son ancien patron qui voyait en lui un « Américain moyen idéal », et s'est inscrit pour participer à des jeux télévisés de plus en plus dangereux, jusqu'à décrocher sa place pour Le Prix du danger. Les Thompson ont été sélectionnés, eux, pour leur caractère asocial et dégénéré.
Jim parvient à s'évader de l'immeuble dans lequel il était coincé, grâce à l'aide de « bons Samaritains » qui interviennent directement ou par le biais de la télévision (il possède dans sa poche un minuscule téléviseur qui lui permet d'entendre leurs informations). Le présentateur, Mike Terry, qui ne cesse de commenter les faits et gestes de Jim, nous apprend qu'il ne reste à Jim que sept heures à tenir pour survivre une semaine, ce qui mettra fin au jeu et lui permettra d'empocher une grosse somme d'argent. Mais certains citoyens n'hésitent pas à dénoncer Jim à ses ennemis. La poursuite continue et il est sur le point de se faire tuer lorsqu'une femme, Janice Morrow, le prend en voiture.
Janice est en fait une employée de la chaîne de télévision, qui sauve Jim pour faire durer le spectacle. Elle le laisse un peu plus loin, il s'enfuit dans un bois, est dénoncé par un vieillard. Il parvient néanmoins à gagner une église, puis un cimetière, toujours avec les Thompson à ses trousses. Il va être abattu alors qu'il se terre dans une tombe fraîchement creusée, mais le jeu est interrompu. Jim a tenu une semaine. Le présentateur prédit qu'il reviendra bientôt au Prix du danger.

## Publications

### Publications aux États-Unis
La nouvelle a été publiée pour la première fois aux États-Unis en mai 1958 dans The Magazine of Fantasy & Science Fiction. 
Elle parait pour la première fois en recueil dans Store of Infinity en 1960.

### Publications en France
La nouvelle a été publiée pour la première fois en France dans la revue Fiction no 57 aux éditions OPTA en août 1958 dans une traduction d'Arlette Rosenblum.
Elle apparaît ensuite dans :
- Les Univers de Robert Sheckley, OPTA, coll. Club du livre d'anticipation no 37 en 1972;
- Histoires de demain, coll. La Grande Anthologie de la science-fiction, Livre de Poche no 3771  (ISBN 2-253-00749-8) en 1975 puis 1976, 1978, 1984 et 1989;
- Le Prix du danger, coll. Science-Fiction, J'ai Lu no 1474  (ISBN 2-277-21474-4) en 1983 puis 1987 et 1995.

## Influences et thèmes

### Dans l'œuvre de Sheckley
Robert Sheckley avait déjà utilisé le thème de la chasse à l'homme dans la nouvelle La Septième Victime (1953). Il le réutilisera dans le roman Chasseur/Victime (titre original : Hunter/Victim), publié en 1988.

### Roman
En 1982, un roman de Stephen King (sous le pseudonyme de Richard Bachman), Running Man, a repris le même thème.

### Adaptations cinématographiques
- 1970 : Le Jeu des millions (en) réalisé par Tom Toelle, avec Jörg Pleva et Dieter Thomas Heck.
- 1983 : Le Prix du danger réalisé par Yves Boisset, avec Michel Piccoli et Gérard Lanvin.
- 1987 : Running Man réalisé par Paul Michael Glaser avec Arnold Schwarzenegger (N. B. : Running Man est officiellement adapté du roman Running Man de Richard Bachman).